# Phare de Sand Island (Alabama)
Le phare de Sand Island (en anglais : Sand Island Light), est un phare inactif situé à l'embouchure de la Baie de Mobile, près de Dauphin Island, dans le comté de Baldwin en Alabama.
Il est inscrit au Registre national des lieux historiques depuis le 12 novembre 1975 sous le n° 75000305.

## Histoire
Le premier phare de Sand Island, construit par Winslow Lewis (en) en 1837, était une structure de 17 m de haut complétée en 1839. L'éclairage était assuré par 14 lampes dans des réflecteurs  et une lentille de Fresnel de premier ordre, appelée lampe de Lewis lamp (en), qui était une version de lampe de style Argand. Lewis jouissait d'un monopole de par sa relation avec Stephen Pleasonton (en) qui dura jusqu'en 1853.
En 1859, un nouveau phare fut achevé mais détruit pendant la guerre de Sécession, le 23 février 1863, par le confédéré John W. Glenn. Les soldats confédérés à Fort Morgan ont observé des soldats de l'Union dans le phare, espionnant le fort, et les canons du fort ont détruit totalement le phare. En 1864, une tour en bois de 15 mètres de fut fut construite et servit jusqu'en 1873.
En septembre 1864, le phare actuel fut achevé . Il comprenait une habitation de gardiens sur deux étages. À l'époque, le terrain couvrait une superficie d'environ 160 hectares. La base avait un diamètre de 8,5 m et une épaisseur de 1,80 m, construite sur 171 pieux en bois interconnectés recouverts de béton sur 3,7 m et une hauteur focale de 38 m.
L'île Sand a elle-même fait face à une érosion continue, à tel point que des blocs de granit ont été ajoutés à l'île pour tenter d'éviter l'érosion et la perte du phare. Les efforts de restauration ont eu pour résultat principalement la stabilisation de l'île jusqu'en 2008. La situation catastrophique du phare de Sand Island est similaire à celle du phare de Morris Island, près de Charleston, en Caroline du Sud . Les deux phares étaient situés sur des îles sablonneuses qui s'étaient érodées, laissant les tours entourées d'eau.
En décembre 2011, la construction d'une nouvelle île a été achevée. 1 300 000 m3 de sable ont été dragués du fond de la mer et déposés autour du phare, créant une île de 790 m par 150 m ou environ6,1 ha. Moins d’un an plus tard, l’ouragan Isaac a emporté la restauration de l’île.
La Dauphin Island Foundation (fondée en 1991) collabore avec la Alabama Lighthouse Association et joue le rôle d’agent et d’administrateur pour le projet de restauration de Sand Island. Le phare de Sand Island est l'un des phares les plus menacés du pays. Lui-même et le phare de Mobile Bay ont été endommagés par l'ouragan Ivan de 2004 et l'ouragan Katrina en 2005. La réparation de ces dommages retardera encore les efforts de restauration.
Identifiant : ARLHS : USA-723.

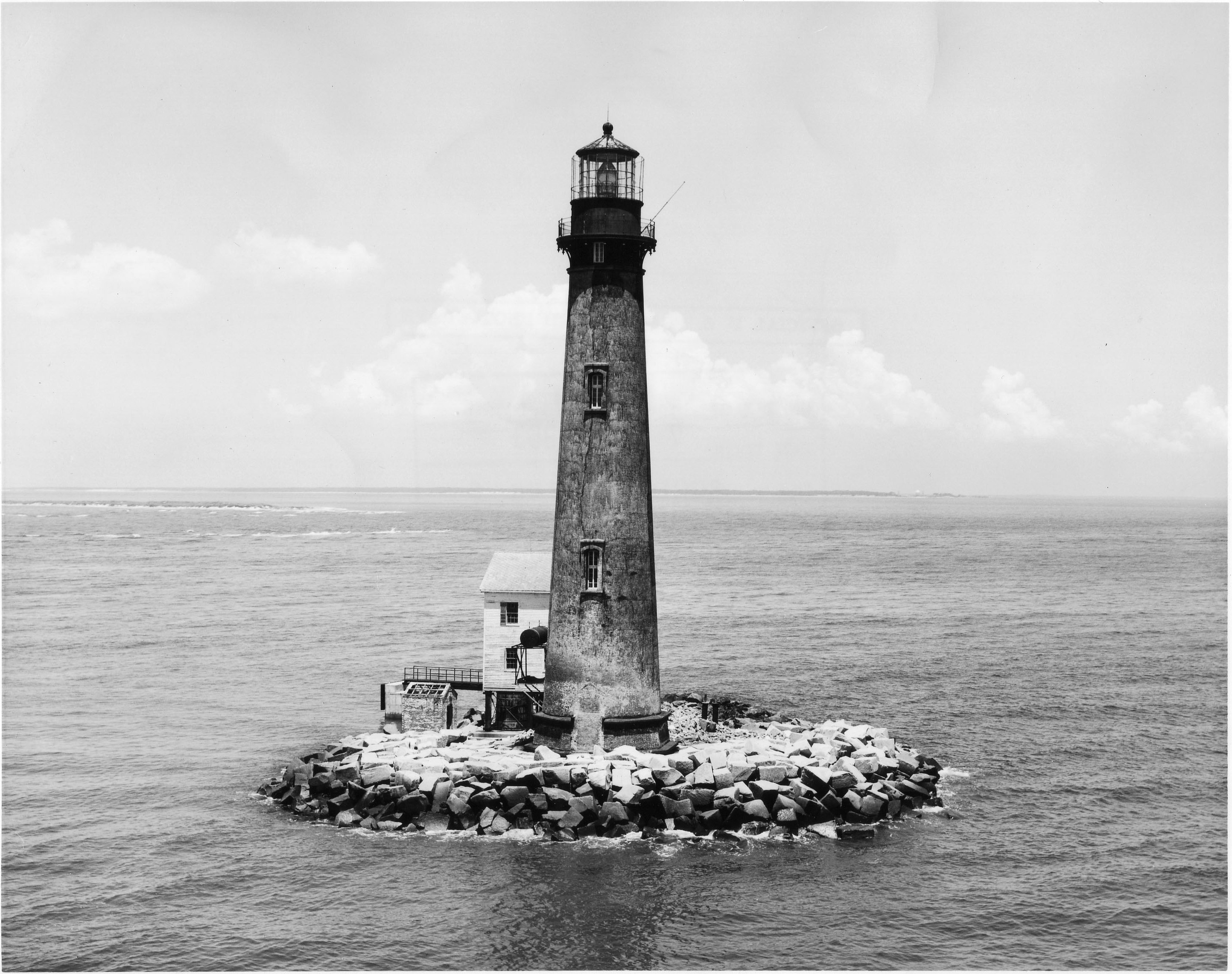
Le phare en 1963
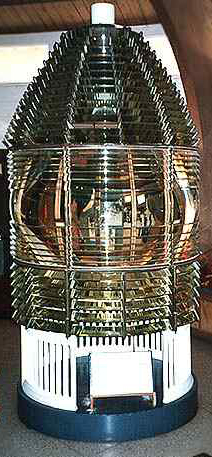
La lanterne

### Lien connexe
- Liste des phares en Alabama